# Heart and soul (nummer van Joy Division)
Heart and soul is een lied van Joy Division uit 1980. Het is afkomstig van het album Closer en is op dat album de zesde track. Het lied is nooit op single verschenen, maar de boxset Heart and soul is vernoemd naar dit lied.